# Campionati svizzeri di sci alpino 1993
Ai Campionati svizzeri di sci alpino 1993 furono assegnati i titoli di discesa libera, supergigante, slalom gigante, slalom speciale e combinata, sia maschili sia femminili; oltre agli sciatori svizzeri, poterono concorrere al titolo anche gli sciatori di nazionalità liechtensteinese.

## Risultati
| Specialità      | Uomini        | Donne               |
| --------------- | ------------- | ------------------- |
| Discesa libera  | Daniel Mahrer | Heidi Zeller-Bähler |
| Supergigante    | Daniel Caduff | Heidi Zeller-Bähler |
| Slalom gigante  | Marco Hangl   | Sonja Nef           |
| Slalom speciale | Paul Accola   | Vreni Schneider     |
| Combinata       | Paul Accola   | Laura Schelbert     |